# Giovanni Cheli
Giovanni kardinál Cheli (4. října 1918 Turín – 8. února 2013) byl italský římskokatolický kněz, vatikánský diplomat, vysoký úředník římské kurie, kardinál.
Kněžské svěcení přijal 21. dubna 1942. Poté pokračoval ve studiích na Papežské lateránské univerzitě (zde získal doktorát z kanonického práva a licenciát z teologie) a na Papežské diplomatické akademii, kde se připravoval na diplomatickou službu. Po vysvěcení působil v diecézi Asti. Od roku 1952 pracoval na nunciaturách (v Guatemale, Španělsku, Itálii).
Předtím, než se v červenci 1973 stal stálým pozorovatelem Svatého stolce při OSN, působil několik let jako hlavní vyjednavač Vatikánu s československou komunistickou vládou.
V září 1978 byl jmenován apoštolským nunciem při OSN v New Yorku a titulárním arcibiskupem. Biskupské svěcení mu 16. září téhož roku udělil státní sekretář kardinál Jean-Marie Villot. Od září 1986 se stal proprefektem Papežské komise pro pastoraci migrantů a lidí mimo domov. V rámci reorganizace římské kurie v roce 1988 z komise vznikla Papežská rada pro pastoraci migrantů a lidí mimo domov. Jejím plnoprávným předsedou se stal 1. března 1989.
Při konzistoři 21. února 1998 ho papež Jan Pavel II. jmenoval kardinálem. V červnu téhož roku rezignoval na funkci předsedy zmíněné papežské rady. V říjnu 1998 dovršil 80 let a ztratil právo účasti v konkláve.